# Cezary Droszcz
Cezary Jan Droszcz (ur. 1954) – polski urzędnik, działacz studencki, prezes i członek zarządu licznych spółek.

## Życiorys
W 1978 uzyskał stopień magistra inżyniera na Wydziale Elektrycznym Politechniki Poznańskiej następnie podejmując pracę na tejże uczelni. Podczas V Zjazdu Socjalistycznego Związku Studentów Polskich przekształconego w Kongres Założycielski Zrzeszenia Studentów Polskich został wybrany na przewodniczącego Rady Naczelnej ZSP funkcje sprawując od 22 listopada 1982 do 7 marca 1985.
W latach 1986–1991 pracował w ministerstwie sportu i turystyki jako dyrektor generalny i dyrektor departamentu upowszechniania kultury fizycznej i turystyki. Następnie był członkiem zarządu licznych spółek w tym w latach 1990–1991 jako przewodniczący był członkiem zarządu Banku Turystyki S.A., w latach 1993–1998 wiceprzewodniczącym Polskiej Agencji Turystyki S.A., w latach 1996–1997 członkiem zarządu Totolotek S.A., w latach 1998–2001 sekretarzem zarządu Pierwszego Narodowego Funduszu Inwestycyjnego Fund.1, a w latach 2000–2004 wiceprzewodniczącym Kredyt Lease S.A.
Od 2002 jest członkiem zarządu Almatur S.A., a także od wielu lat członkiem zarządu PZM TU S.A.